# Henry James Drory
Henry James Drory – getauft am 5. November 1837 in der Berliner Jerusalemkirche als Henry Julius Drory (* 2. September 1837 in Berlin; † 24. Juli 1899 in Wien) war britischer Techniker, der beruflich hauptsächlich in Wien tätig war.

## Leben
Henry James Drory war eines der 17 Kinder von Elizabeth Skinner und Leonard Drory (1800–1866), der in Deutschland, vor allem in Berlin, für die Londoner Imperial Continental Gas Association (ICGA) arbeitete und auch dafür sorgte, dass mehrere seiner Söhne bei der ICGA angestellt wurden.
Henry James Drory war ab 1856 Angestellter des in diversen Ländern des Kontinents tätigen Unternehmens, das in Wiener Vorstädten und Vororten von den 1840er Jahren an Gaswerke errichtete und betrieb.
1865 wurde er Leiter des Gaswerks im Wiener Vorort Fünfhaus, kurz darauf Leiter des Gaswerks Erdberg im 3. Bezirk und 1881 Direktor der k.k. priv. Gasbeleuchtungsanstalt der Imperial Continental Gas Association (ICGA), eine Zeit lang führender Anbieter von Gasbeleuchtung in Wien. Weiters war Drory technischer Leiter der Gasanstalten der ICGA in Komotau, Saaz, Graslitz und Brüx in Böhmen sowie der Gaswerke in Neutra (heute Slowakei) und in Esseg (heute Kroatien), damals in Ungarn.
Der Wiener Zweig der ICGA hatte seine Zentrale im 1. Bezirk, Bauernmarkt 8. 1883 übersiedelte Drory den Firmensitz in das von seinem Unternehmen 1876 gekaufte Palais Epstein an der Ringstraße im 1. Bezirk. Drory wohnte dann mit seiner Frau und seinen Kindern im 2. Stock des Palais, das bis 1902 von der ICGA genutzt wurde. (Es wurde 1902 vom Staat gekauft, der den Verwaltungsgerichtshof hier unterbrachte.)
Henry James Drorys Bruder Edward (1844–1904) war wie sein Vater bei der ICGA in Berlin tätig. Wie Henry ging er nach Wien und wurde Leiter des Gaswerks Zwischenbrücken. 1881 wurde er Vizepräsident des 1863 gegründeten Ersten Wiener Ruderclubs LIA, für den er auch an Rennen teilnahm. Am 21. April 1886 gründete er in Wien den Union-Yacht-Club und in der Folge die bis heute bestehenden Clubs am Attersee und am Traunsee, beide in Oberösterreich, sowie den Club am Wörthersee in Kärnten. Nach vielen Segeltörns, auch auf der Alten Donau bei Wien und auf dem Neusiedler See im damaligen Deutsch-Westungarn, absolvierte Edward Drory 1887 eine Segelreise um die Welt, ab 22. September 1891 war er (für LIA) im Vorstand des sich konstituierenden Österreichischen Ruderverbands, dessen zweiter Präsident er 1895 wurde. 1896 kehrte er bleibend nach Berlin zurück.
Henry James Drory starb im Sommer 1899 und wurde auf dem Wiener Zentralfriedhof beigesetzt. Mit Jahresende 1899 lief ein Vertrag aus, mit dem die Gemeinde Wien die ICGA mit der Gasbeleuchtung der inneren Bezirke Wiens beauftragt hatte. In den Außenbezirken konnte die ICGA noch einige Zeit weiter tätig sein, wurde aber von der Stadtverwaltung mit ihren eigenen Gaswerken (1899 Eröffnung des Gaswerks Simmering) sukzessive vom Markt verdrängt.
In unmittelbarer Nähe zum von Drory geleiteten Gaswerk Erdberg, das 1899 seinen Betrieb einstellte, wurde an der Erdberger Lände am Donaukanal (etwa bei der heutigen Nr. 36) um 1900 eine Seitengasse Drorygasse benannt; sie ist seit den 1960er Jahren von der Lände aus nicht mehr zugänglich, da der Gassenteil aus dem Straßennetz ausgeschieden und in ein Betriebsareal integriert worden ist. Zwischen 2017 und 2020 wurden auf dem Areal mehrere Wohnhäuser errichtet. Der Abschnitt der Drorygasse zwischen der Erdberger Lände und der Dietrichgasse ist im Zuge des Umbaus als Park gestaltet worden. Der Park ist nach der österreichischen Opernsängerin Leonie Rysanek benannt.